# Каїр-хан
Каїр-хан або Гаїр-хан (*д/н —лютий 1220) — державний та військовий діяч Хорезмійського шахства. Відомий також як «Інал-чук».

## Життєпис
За походженням був кипчаком (відомими у західній частині як половці). Належав до племені йємек (східні кипчаки) й клану байаут. Був сином Інал-хана, проте це лише титул, тому справжнє ім'я батька Каїр-хана невідоме. Власне Каїр-хан є також почесним титулом. Його кипчацьким іменем було Яган-Тогди («Слон народився»), а мусульманським — Тадж-ад-дін.
Відповідно був двоюрідним братом хорезмійського шаха Мухаммеда II, а не його стрийком, про що чітко свідчать хроністи. шах Текеш в своїх грамотах на ім'я Кайра-хана називає його своїм сином (фарзанд).
Кар'єрі завдячує своїм родинним зв'язкам — батьку Інал-хану, що очолював впливове капчакське об'єднання — та тітці Теркен-хатун, яка була матір'ю шаха Мухаммеда II. Тому його називали Іналчук (Іналчик), тобто «Молодший Інал».
Було спрямовано до Отрару з почадою наїба, оскільки це місто було доволі важливим в Хорезмі, оскільки через нього пролягав торговельний шлях з Китаю до Середньої Азії та Персії. Тут у 1218 році затримав монгольський торговельний караван, що складався з 450 купців-мусульман та 100 монголів на чолі із Ухуна, послом Чингизхана. Стосовно подальших подій джерела розходяться: більшість вказує на провину Каїр-хана у знищенні кіпців та монголів через власну жадобу або через жадобу шаха. Втім сучасні дослідники в значній мірі зняли свої звинувачення, оскільки напевне монголи були розвідниками, тому Каїр-хан справедливо їх стратив. Водночас це була провокація Чингиз-хана, який скористався вбивством свого посланця та мусульман-купців, оголосивши війну не проти Хорезма, а власне шаха та його оточення.
Втім спочатку Чингиз-хана зажадав видачі йому Каїр-хана, у відповідь шах Мухаммед II очікувано відхилив цю вимогу. В результаті у Чингиз-хана виник начебто законний привід до війни проти Хорезму.
У 1219 році розпочалася війна монголів з хорезмійцями. Першого удару зазнав Отрар. Його залога за різними оцінками складала від 20 тис. до 40 тис. вояків. До того ж на підтримку Каїр-хана прибув хас-хаджеб Караджі (Карачу-хана) з 2 тис. вояків (за іншими відомостями 10 тис.). Протягом 5 місяців (з вересня 1219 до лютого 1220 року) Каїр-хан героїчно боронив місто проти усього монгольського війська. За цей час відкинув усі пропозицію монголів та хорезмійських військовиків про здачу або відступив. Зрештою монголи захопили Отрар, а потім після геройської боротьби потрапив у полон Каїр-хан. Його було страчено (за однією з версій влито срібло у вуха та очі) в Кок-Сараї (передмісті Самарканду).